# バイオトライボロジ
バイオトライボロジ（biotribology）とは、生物組織と生物組織，治療用として人体に挿入される人工材料と生物組織，あるいは，その人工材料同士における摩擦，摩耗，潤滑などの界面現象を対象とした学術分野である．
- ギリシャ語のτριβω（摩擦する）を語源として、摩擦、摩耗、潤滑を対象とした学術分野をトライボロジー（tribology）と呼ぶことが英国で提案されたのが1966年[1]、その6年後の1972年に、英国で開催された「潤滑剤のレオロジー」会議において、当時リーズ大学の工学部と医学部の教授だったDuncan DowsonとVerna Wrightの連名でBio-tribologyという講演がなされ、翌年公表された講演論文集の中でバイオトライボロジが，以下のように提案された[2]。

- We introduce the term of “bio-tribology” to mean those aspects of tribology concerned to biological system.（生物に関係したトライボロジをバイオトライボロジと呼ぶことを提案する。）

- バイオトライボロジの対象として，この論文の中で示された実例の中で、その後の40年間、バイオトライボロジ分野の中心的な課題だったのは、動物関節の潤滑機構、人工関節の潤滑である。前者は、理学（サイエンス）として、後者は、工学、医学における実用的課題として盛んに議論されてきた。特に、人工関節については、その症例数が国内だけで年間数十万例に昇っているため、近年、研究分野としての重要度は増している。
- その他の分野としては、歯科領域における歯や義歯の摩耗の問題、眼科領域におけるコンタクトレンズやドライアイにおける摩擦、摩耗の問題、化粧品に関する皮膚の摩擦の問題などの議論が盛んである。